# Вульфсон, Николай Сигизмундович
Николай Сигизмундович Вульфсон (18 октября 1914, Москва, Российская империя — 4 марта 1994) — российский химик, доктор химических наук.

## Биография
Николай Сигизмундович Вульфсон родился в Москве 18 октября 1914 года. Сын архитектора С. К. Вульфсона и Марии Николаевны Фейтельберг.
В 1932 году окончил химико-фармацевтический факультет Политехникума им. В. И. Ленина, в 1939 году — Московский институт тонкой химической технологии им. М. В. Ломоносова. В 1942 году защитил кандидатскую диссертацию, в 1953 году — докторскую диссертацию. Работал в химических научно-исследовательских институтах, в том числе в Институте органических полупродуктов и красителей (1947—1960 годы) и в Институте химии природных соединений им. Шемякина (1960—1988 годы).
Автор многих научных работ в области β-лактонов и β- лактонокислот, разработал методы синтеза витаминов (А, Р, К) и химикатов цветной кинематографии. В общей сложности опубликовал около 350 научных работ.